# Elisabeth Murdoch
Pour les articles homonymes, voir Murdoch.
Elisabeth Murdoch, née le 22 août 1968 à Sydney en Australie, est une femme d'affaires australienne, fille du magnat de la presse Rupert Murdoch. Elle est PDG de Shine Limited, une compagnie de production de télévision dont les services sont installés à Londres et à Manchester (Royaume-Uni).

## Biographie
Le premier époux d'Elisabeth Murdoch était son compatriote diplômé comme elle du Vassar College, Elkin Kwesi Pianim, associé dans le New York Entreprise, qui est le service des finances de la banque d'investissement Rothschild. Il est le fils de l'économiste et financier Andrews Pianim Kwame (un natif de Ghana) et Cornelia Pianim (originaire des Pays-Bas). Le mariage a eu lieu le 10 septembre 1993 à l'église catholique romaine Saint Timothée, près de la résidence des parents de la mariée, à Beverly Hills. Murdoch et Pianim eu deux enfants, Cornelia (née en 1994 à New York), et Anna (née en 1997 à Londres), mais ont divorcé en 1998.
Elle épousa plus tard l'homme de relations publiques Matthew Freud, le fils de l'ancien député Sir Clement Freud, et arrière petit-fils de Sigmund Freud. Ils ont deux enfants : Charlotte Emma Freud, née le 17 novembre 2000 et Samson Murdoch Freud, né le 13 janvier 2007. Le couple s'est marié le 18 août 2001, la cérémonie ayant lieu au palais de Blenheim.
En 2008, Elisabeth Murdoch et Matthew Freud ont emménagé dans Burford Prieuré, dans l'Oxfordshire, où ils sont des membres clés de l'ensemble Chipping Norton.